# Pristidae
Poissons-scies
Famille
Les poissons-scies, ou Pristidae, sont une famille de raies. On en trouve encore en Australie ou dans d'autres pays d'Océanie, mais presque toutes les espèces sont menacées d'extinction.

## Caractéristiques physiques

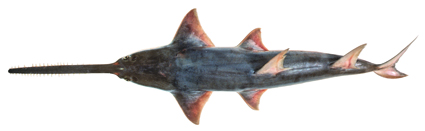
Anoxypristis cuspidata.

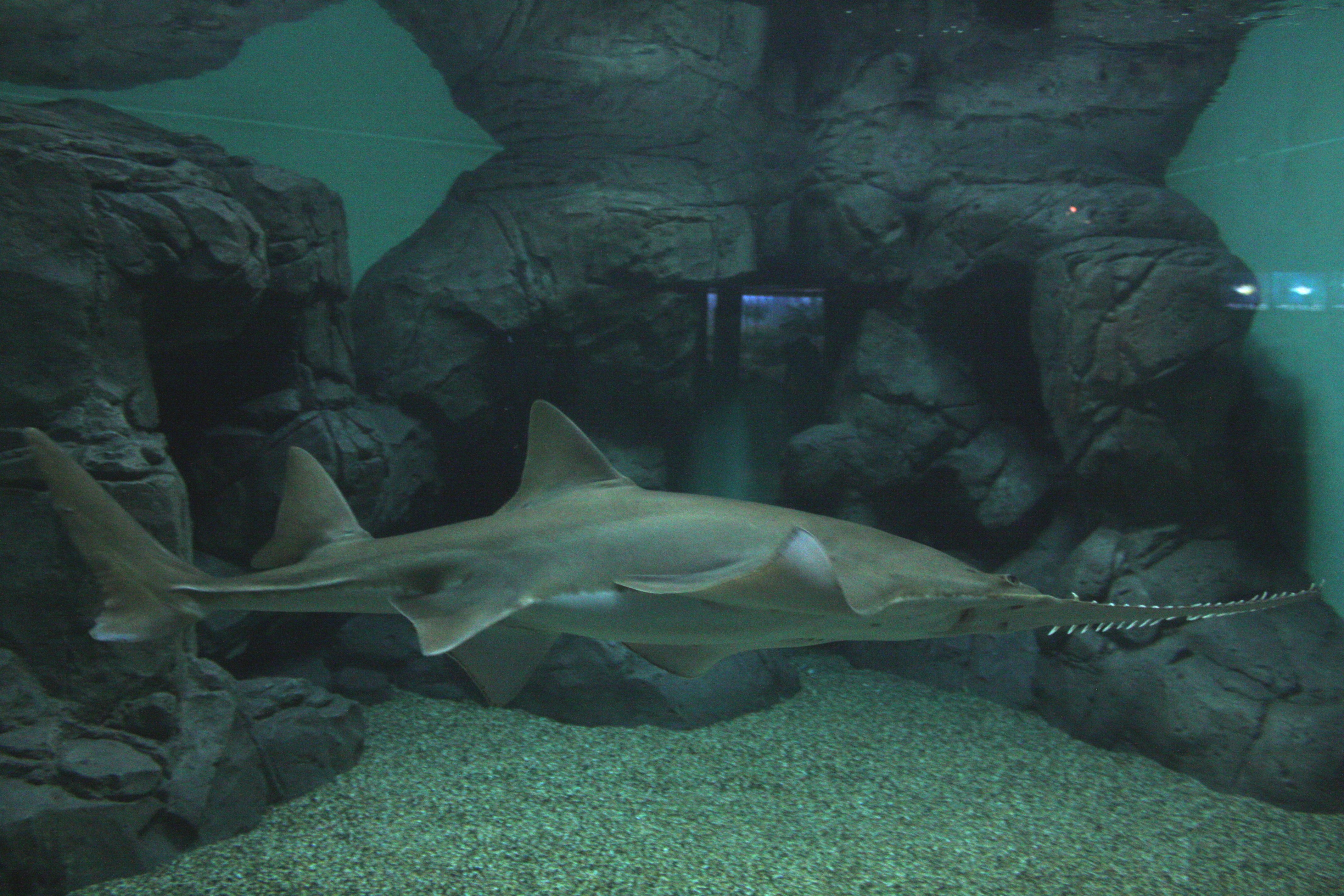
Pristis microdon.

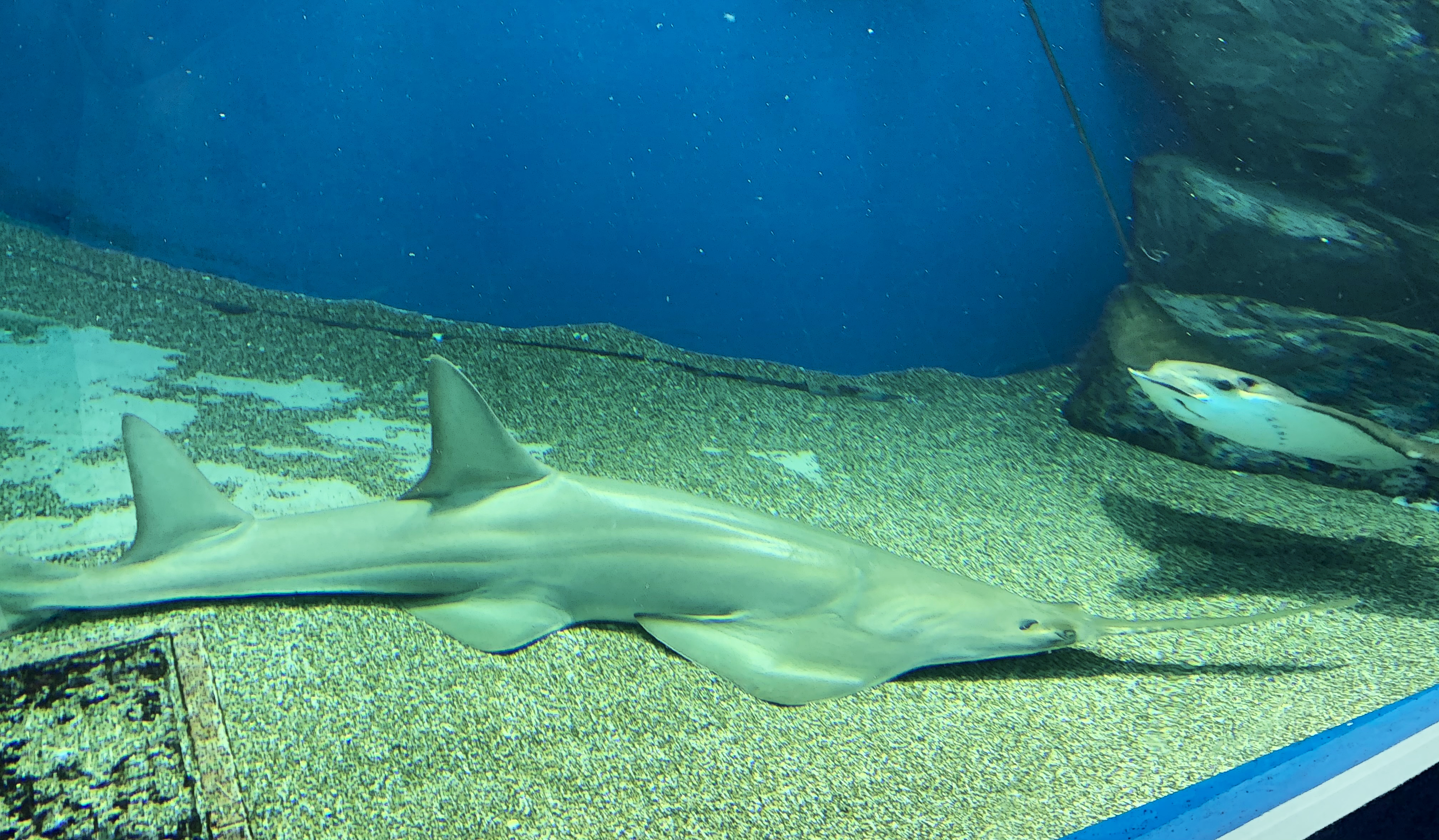
Pristis clavata.

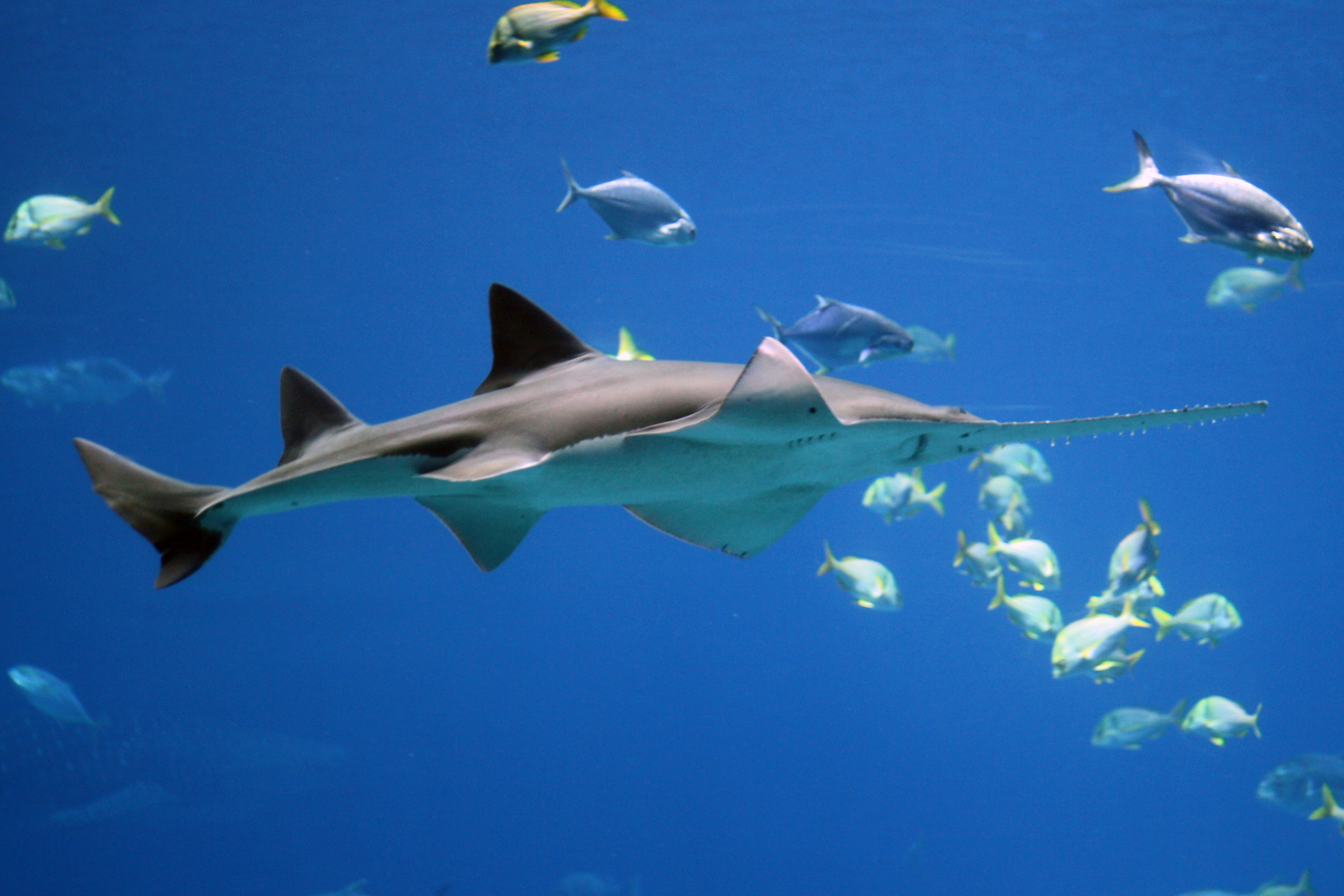
Pristis pectinata.

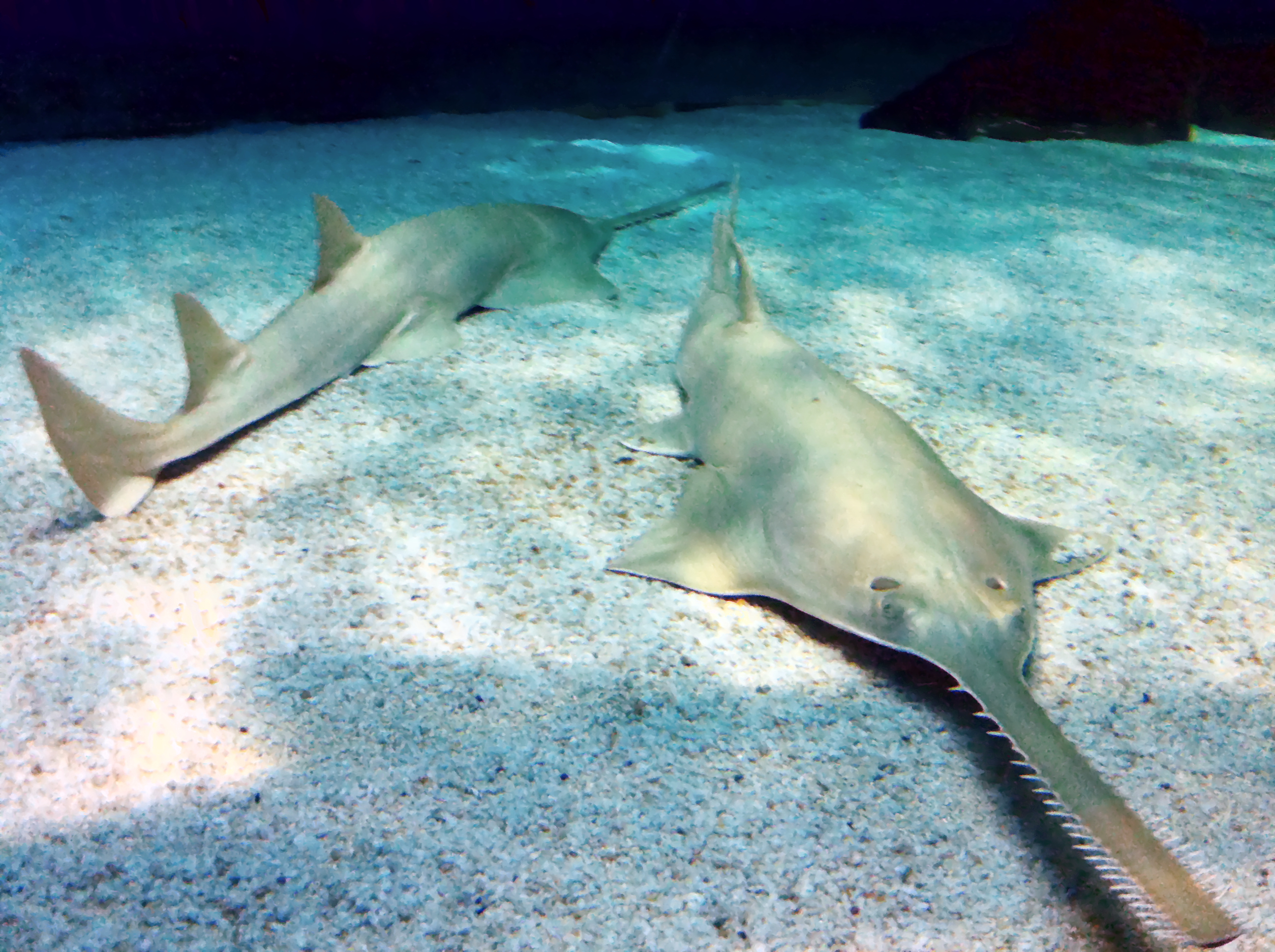
Pristis zijsron.

Les poissons-scies se distinguent par le prolongement osseux de leur museau, appelé rostre, qui mesure jusqu’à deux mètres et comporte une vingtaine de dents longues de deux centimètres, disposées perpendiculairement, ce qui donne au tout l’apparence d’une scie. Rostre inclus, le corps peut mesurer d'un à sept mètres, selon les espèces. Leur silhouette allongée, surmontée de deux ailerons dorsaux et prolongée par une queue imposante évoque celle du requin, mais les poissons-scies sont des raies, comme le prouve la présence de spiracles respiratoires (à la place des fentes branchiales latérales caractéristiques des requins).
Ces raies ne doivent pas être confondues avec les requins-scies, des poissons plus petits et plus rares de l'ordre des Pristiophoriformes.

## Biologie et comportement

### Prédateurs et nourriture
En dehors de l'homme, les poissons-scies ont peu de prédateurs connus à l'âge adulte. Ils se nourrissent de poissons, de crustacés, de vers, de bivalves et de végétaux, qu'ils déterrent du sédiment grâce à leur rostre. Ce sont des animaux inoffensifs malgré leur apparence impressionnante.

### Reproduction
Ces raies sont ovovivipares. La maturité sexuelle n'est atteinte que vers l’âge de 10 ans, et la reproduction est relativement lente, chaque femelle ne donnant naissance qu’à un faible nombre de petits à la fois.

## Espèces et habitat
Il existe sept espèces de poisson-scie, qui vivent dans les régions tropicales ou subtropicales, rarement loin des côtes. Certaines espèces sont capables de remonter les rivières sur de longues distances. Très menacées,, les dernières populations importantes se trouvent en Australie ou dans d'autres pays d'Océanie.

### Liste des espèces
Selon FishBase (13 février 2014), NCBI (13 février 2014) et World Register of Marine Species (13 février 2014) :
- genre Anoxypristis
  - Anoxypristis cuspidata  (Latham, 1794) – poisson-scie étroit (en danger d'extinction). Répartition : de la Somalie au Japon et à l'Australie.
- genre Pristis
  - Pristis clavata Garman, 1906 – poisson-scie nain (en danger d'extinction). Répartition : nord de l'Australie.
  - Pristis microdon (en) Latham, 1794 – Poisson-scie grandent[7]
  - Pristis pectinata Latham, 1794 – poisson-scie à petites dents (en danger critique d'extinction). Répartition : Caraïbes.
  - Pristis perotteti Müller & Henle, 1841.
  - Pristis pristis  Linnaeus (1758) – poisson-scie commun (en danger critique d'extinction). Répartition : circumtropical.
  - Pristis zijsron Bleeker, 1851 – poisson-scie vert (en danger critique d'extinction). Répartition : Indo-Pacifique de l'Afrique à Taiwan et Australie.

Certaines espèces éteintes avaient des dents plus complexes que les espèces actuelles, qui sont utiles pour les identifier.

Paleobiology Database (17 octobre 2018) ajoute plusieurs genres éteints :
- genre Aktaua
- genre Dalpiazia
- genre Onchopristis
- genre Oxypristis
- genre Peyeria
- genre Propristis